# Търговска война
Търговската война (на английски: trade war) е форма на търговско съперничество между две или повече страни в хода на борбата за овладяване или преразпределяне на външни пазари (агресивна търговска война) или с цел да се предотврати търговската „окупация“ на националната икономика (отбранителна търговска война).
Търговската война е въпрос на геоикономика, а в по-широк план може да прерасне и в икономическа война, както и в икономически тероризъм.
Основни способи за провеждане на офанзивна търговска война са:
1. намаляване на износните мита;
2. по-високи квоти за износ;
3. използване на дъмпингови цени;
4. в изключителни случаи – търговско ембарго.

Основен метод за водене на отбранителна търговска война е изграждането на търговски бариери (англ. trade barriers) посредством:
1. повишаване на вносните мита (включително използването на изравнителното мито – англ. соuntervailing duty), които предвиждат увеличение на цените на внасяните стоки до нивото на цените на вътрешния пазар с цел предотвратяване на дъмпинга);
2. намаляване на квотите за внос;
3. въвеждането на нетарифни бариери (англ. non-tariff restrict), т.е. бариери, свързани със сложност на лицензионните процедури и усложняване на митническите формалности;
4. въвеждане на технически бариери, свързани с трудности, внасяните стоки да отговорят на национални стандарти и спецификации.

Често търговските войни прерастват във въоръжен конфликт, особено в случаите на опити за преодоляване на търговско ембарго.